# Saint-Germain-de-Fresney
För andra betydelser, se Saint-Germain.
Saint-Germain-de-Fresney är en kommun i departementet Eure i regionen Normandie i norra Frankrike. Kommunen ligger i kantonen Saint-André-de-l'Eure som tillhör arrondissementet Évreux. År 2022 hade Saint-Germain-de-Fresney 195 invånare.

## Befolkningsutveckling
Antalet invånare i kommunen Saint-Germain-de-Fresney
Referens:INSEE